# Feed Me Weird Things
Albums de Squarepusher
— Hard Normal Daddy
(1997)
Feed Me Weird Things est le premier album du musicien anglais de musique électronique Squarepusher, sorti sur le label Rephlex Records en 1996. Il contient notamment le morceau Squarepusher Theme.

## Composition musicale
Pour AllMusic, Feed Me Weird Things propose un son « assez jazzy, surtout pour un album sorti sur le label Rephlex d'Aphex Twin » et « qui repose sur l'expérience de Jenkinson en tant que bassiste ». John Bush cite pour exemple Windscale 2, « qui débute et se termine par une ligne de basse et une percussion qui plongent leurs racines dans le funk ». Olivier Lamm de Libération écrit en 2019 que l'album est « à mi-chemin de la jungle destructurée au micron près d'Aphex Twin et de la fusion jazz rock trépidante des seventies ».

## Pistes

### Vinyle
| 1. | Squarepusher Theme | 6:20 |
| 2. | Tundra             | 7:55 |
| 3. | The Swifty         | 5:20 |

| 1. | Dimotane Co      | 4:55 |
| 2. | Smedley's Melody | 2:33 |
| 3. | Windscale 2      | 6:36 |

| 1. | North Circular             | 6:09 |
| 2. | Goodnight Jade             | 2:45 |
| 3. | Theme From Ernest Borgnine | 7:56 |

| 1. | U.F.O.'s Over Leytonstone | 6:40 |
| 2. | Kodack                    | 2:40 |
| 3. | Future Gibbon             | 1:30 |

### CD
| 1.    | Squarepusher Theme         | 6:20 |
| 2.    | Tundra                     | 7:55 |
| 3.    | The Swifty                 | 5:20 |
| 4.    | Dimotane Co.               | 4:54 |
| 5.    | Smedley's Melody           | 2:33 |
| 6.    | Windscale 2                | 6:35 |
| 7.    | North Circular             | 6:08 |
| 8.    | Goodnight Jade             | 2:45 |
| 9.    | Theme from Ernest Borgnine | 7:55 |
| 10.   | U.F.O.'s Over Leytonstone  | 6:39 |
| 11.   | Kodack                     | 7:14 |
| 12.   | Future Gibbon              | 2:18 |
| 66:43 |                            |      |

| Pistes bonus de l'édition japonaise, | Pistes bonus de l'édition japonaise, | Pistes bonus de l'édition japonaise, | Pistes bonus de l'édition japonaise, | Pistes bonus de l'édition japonaise, | Pistes bonus de l'édition japonaise, | Pistes bonus de l'édition japonaise, | Pistes bonus de l'édition japonaise, | Pistes bonus de l'édition japonaise, | Pistes bonus de l'édition japonaise, |
| No                                   | Titre                                | Durée                                |                                      |                                      |                                      |                                      |                                      |                                      |                                      |
| ------------------------------------ | ------------------------------------ | ------------------------------------ | ------------------------------------ | ------------------------------------ | ------------------------------------ | ------------------------------------ | ------------------------------------ | ------------------------------------ | ------------------------------------ |
| 13.                                  | Theme From Goodbye Renaldo           | 6:01                                 |                                      |                                      |                                      |                                      |                                      |                                      |                                      |
| 14.                                  | Deep Fried Pizza                     | 3:49                                 |                                      |                                      |                                      |                                      |                                      |                                      |                                      |
| 76:33                                |                                      |                                      |                                      |                                      |                                      |                                      |                                      |                                      |                                      |